# NASDAQ OMX Commodities Europe
NASDAQ Commodities ist der Markenname der NASDAQ Energiebörse für Handelsobjekte aus dem Bereich Energie für die skandinavischen Länder (Norwegen, Dänemark, Schweden und Finnland) sowie für die baltischen Länder (Estland, Lettland, Litauen).

## Aktuelles
Es finden derzeit Verhandlungen zwischen NASDAQ und der European Energy Exchange (EEX) statt, die NASDAQ Commodities in das Portfolio der EEX zu transferieren. Damit wäre der bisher zweigeteilte börsennotierte Energiehandel in Europa in einer Börse zusammengefasst.

## Geschichte

Historisches Logo

2002 wurde der Spotmarkt in das Unternehmen Nord Pool Spot ASA ausgegliedert.
Seit 2008 war Nord Pool die größte Energie-Terminbörse und die zweitgrößte Börse, an der die Europäische-Union-Emissionsberechtigungen (EUA) und die globalen Certified Emission Reductions (CERs) gehandelt werden können.
Sie gehörte zum Unternehmen NASDAQ OMX Oslo ASA, das bis November 2010 unter dem Namen Nord Pool ASA firmierte. Damit gehörte die Strombörse indirekt zur NASDAQ OMX Group. Vorher waren der norwegische und schwedische Übertragungsnetzbetreiber Statnett bzw. Svenska kraftnät mit jeweils 50 % am Unternehmen beteiligt. Mittlerweile ist der Namenszusatz OMX aufgegeben und der Markenname verkürzt worden.